# Aussie Millions

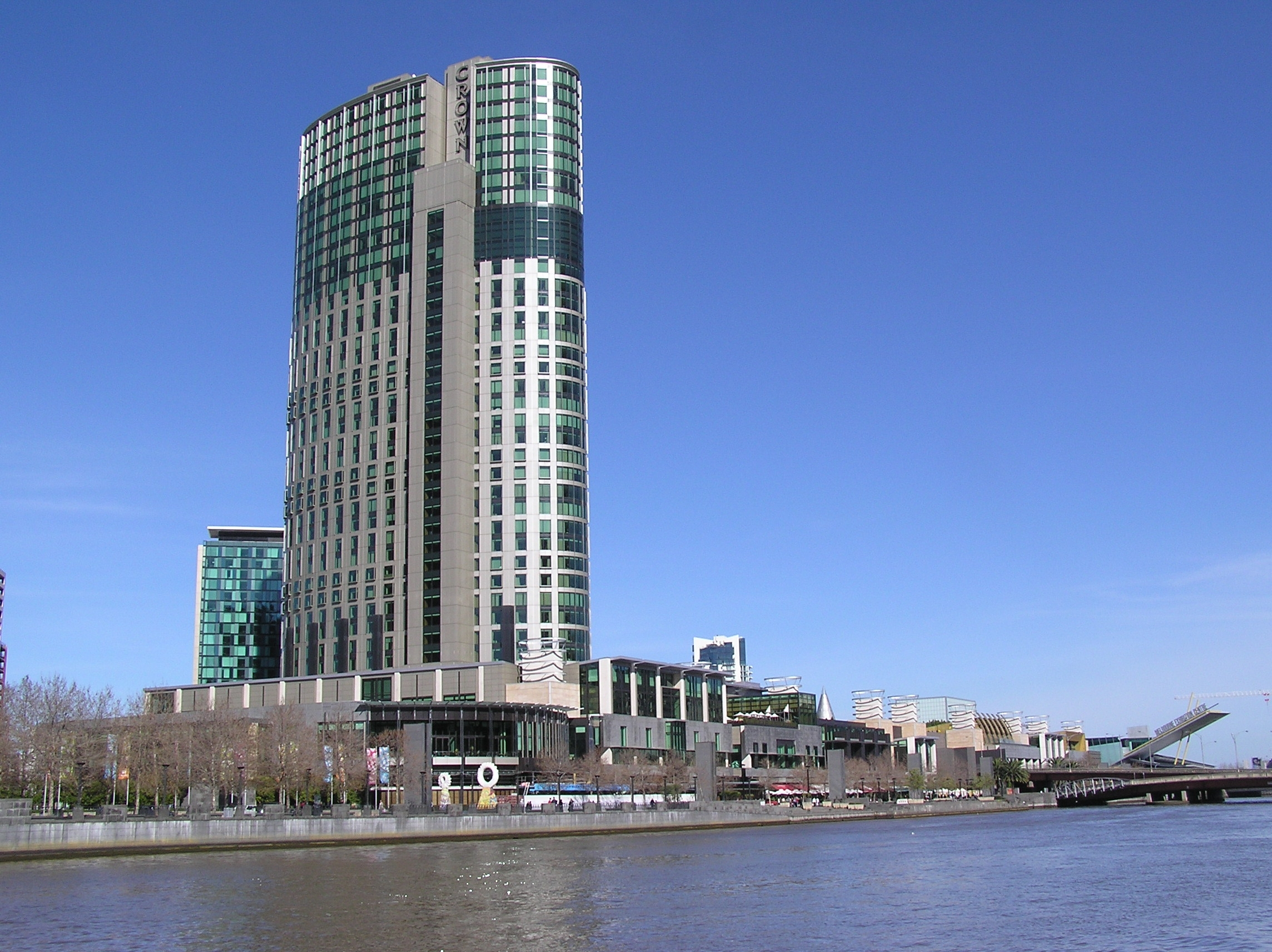
Het Crown Casino-complex

De Aussie Millions ofwel het Crown Australian Poker Championship was een jaarlijkse serie pokertoernooien die sinds 1998 worden gehouden in het Crown Casino in Melbourne. De prijzenpot van het hoofdtoernooi (Main Event) is een van de grootste in de pokerwereld. Daarnaast introduceerde de Aussie Millions in 2006 een toernooi met een inschrijfgeld van $ 100.000,- (met destijds een hoofdprijs van 1.000.000,- Australische dollars) en in 2011 een toernooi met een buy-in van $ 250.000,- (met destijds een hoofdprijs van 2.500.000,- Australische dollars).

## Structuur
Het hoofdtoernooi van de Aussie Millions begon in 1998 als een Limit Hold'em-evenement (met maximale inzetten die elke speler per beurt mag inzetten). Dat werd in 1999 omgezet in Pot Limit (waarbij de grootte van de pot de maximale inzet per moment bepaalt) en met ingang van het jaar 2000 in No Limit (elke speler mag in elke beurt zoveel inzetten als hij wil). De spelvorm is altijd Hold'em gebleven.
Anders dan in Amerikaanse toernooien bestaat een volle tafel in de Aussie Millions uit acht spelers (in plaats van negen). Het volledige deelnemersveld speelt tot er 36 spelers over zijn, die vervolgens over zes tafels van elk zes spelers worden verdeeld. Zij spelen tot er zes spelers over zijn die samen aan de finaletafel spelen om de titel. De toernooiwinnaar wint sinds de Aussie Millions 2005 daadwerkelijk een miljoen of meer. Sinds de Aussie Millions 2007 geldt dat ook voor de nummer twee.

## Winnaars van het Aussie Millions Main Event
| Jaar | Spelvorm                  | Winnaar              | Prijzengeld   | Aantal Deelnemers | Verliezend finalist |
| ---- | ------------------------- | -------------------- | ------------- | ----------------- | ------------------- |
| 1998 | $ 1.000 Limit Hold'em     | Alex Horowitz        | $ 25.900,-    | 74                | Ken Eastwood        |
| 1999 | $ 1.000 Pot Limit Hold'em | Milo Nadalin         | $ 38.150,-    | 109               | Adam Haman          |
| 2000 | $ 1.500 No Limit Hold'em  | Leo Boxell           | $ 65.225,-    | 109               | Gerry Fitt          |
| 2001 | $ 1.500 No Limit Hold'em  | Sam Korman           | $ 53.025,-    | 101               | Eric Sclavos        |
| 2002 | $ 5.000 No Limit Hold'em  | John Maver           | $ 150.000,-   | 66                | John Homann         |
| 2003 | $ 5.000 No Limit Hold'em  | Peter Costa          | $ 394.870,-   | 122               | Leo Boxell          |
| 2004 | $ 10.000 No Limit Hold'em | Tony Bloom           | $ 426.500,-   | 133               | Jesse Jones         |
| 2005 | $ 10.000 No Limit Hold'em | Jamil Dia            | $ 1.000.000,- | 263               | Mike Simkin         |
| 2006 | $ 10.000 No Limit Hold'em | Lee Nelson           | $ 1.295.800,- | 418               | Robert Neary        |
| 2007 | $ 10.000 No Limit Hold'em | Gus Hansen           | $ 1.500.000,- | 747               | Jimmy Fricke        |
| 2008 | $ 10.000 No Limit Hold'em | Alexander Kostritsyn | $ 1.650.000,- | 780               | Erik Seidel         |
| 2009 | $ 10.000 No Limit Hold'em | Stewart Scott        | $ 2.000.000,- | 681               | Peter Rho           |
| 2010 | $ 10.000 No Limit Hold'em | Tyron Krost          | $ 2.000.000,- | 746               | Frederik Jensen     |
| 2011 | $ 10.000 No Limit Hold'em | David Gorr           | $ 2.000.000,- | 721               | James Keys          |
| 2012 | $ 10.000 No Limit Hold'em | Oliver Speidel       | $ 1.600.000,- | 659               | Kenneth Wong        |
| 2013 | $ 10.000 No Limit Hold'em | Mervin Chan          | $ 1.600.000,- | 629               | Joseph Cabret       |
| 2014 | $ 10.000 No Limit Hold'em | Ami Barer            | $ 1.600.000,- | 668               | Sorel Mizzi         |
| 2015 | $ 10.000 No Limit Hold'em | Manny Stavropoulos   | $ 1.385.500,- | 648               | Lennart Uphoff      |
| 2016 | $ 10.000 No Limit Hold'em | Ari Engel            | $ 1.600.000,- | 732               | Tony Dunst          |
| 2017 | $ 10.000 No Limit Hold'em | Shurane Vijayaram    | $ 1.600.000,- | 725               | Ben Heath           |
| 2018 | $ 10.000 No Limit Hold'em | Toby Lewis           | $ 1.458.198,- | 800               | Stefan Huber        |
| 2019 | $ 10.000 No Limit Hold'em | Bryn Kenney          | $ 1.272.598,- | 822               | Mike Del Vecchio    |
| 2020 | $ 10.000 No Limit Hold'em | Vincent Wan          | $ 1.318.000,- | 820               | Ngoc Tai Hoang      |